# Anoplolepis candida
Anoplolepis candida é uma espécie de formiga do gênero Anoplolepis, pertencente à subfamília Formicinae.